# Colobothea hirtipes
Colobothea hirtipes là một loài bọ cánh cứng trong họ Cerambycidae.